# Guts (Berserk)
 (mai 2024).
Si vous disposez d'ouvrages ou d'articles de référence ou si vous connaissez des sites web de qualité traitant du thème abordé ici, merci de compléter l'article en donnant les références utiles à sa vérifiabilité et en les liant à la section « Notes et références ».
Pour les articles homonymes, voir Guts.
Guts (ガッツ, Gattsu) est le personnage principal du manga et de la série animée Berserk.
En anglais, guts signifie « tripes », « entrailles ». Ce nom fait référence aux circonstances impitoyables de sa naissance : extirpé des entrailles du cadavre de sa mère pendue à un arbre pour venir s'échouer dans une mare de sang et de chair avant d'être recueilli par Sys, la femme du chef d'un groupe de mercenaires. Ce nom fait également référence à une expression anglaise (to have guts, littéralement « avoir des tripes »).
Guts est le protagoniste de Berserk, Griffith et Casca étant les autres personnages principaux.

## Histoire

### Son enfance
Guts est né d'une femme morte pendue à un arbre. Il est alors recueilli par Sys, la femme du chef d'un groupe de mercenaires (Gambino). Sys meurt de la peste alors que Guts n'a que 3 ans. À 6 ans, il accompagne son père adoptif (Gambino) sur les champs de bataille et s'entraîne rigoureusement au maniement de l'épée. Néanmoins, Gambino maltraite Guts et pense qu'il porte malheur étant donné les circonstances lugubres de sa naissance. Doté d'une force surprenante (Guts passe énormément de temps à manier d'énormes épées en comparaison de son âge et de sa taille), il participe à sa première bataille à l'âge de 9 ans et tue un homme pour la toute première fois. Le soir de la bataille, Gambino décidera de « vendre » Guts à un de ses mercenaires nommé Donovan. Celui-ci pénétrera dans la tente de Guts et le violera brutalement, ce qui laissera plus tard de graves séquelles dans sa psyché. Alors que les mercenaires de Gambino attaquent un convoi de réfugiés, Guts profite de la confusion générale pour se venger de Donovan en lui tirant un carreau d'arbalète dans le cœur. Malgré les dires de Donovan, Guts refuse de croire que son père ait pu vendre son corps. Deux ans plus tard, Gambino, ivre, tente de tuer Guts, le blâmant d'avoir ruiné sa vie (il lui reproche la mort de Sys et la perte d'une jambe par un tir de canon lorsqu'il tenta de sauver Guts de ce danger, devenant ainsi une charge pour ses hommes et étant obligé de renoncer à son rôle de leader) et révélant que c'était bel et bien lui qui l'avait vendu à Donovan. Choqué par cette révélation, Guts se défend et tue Gambino avant de réaliser qu'une lampe qu'ils avaient fait tomber lors de leur affrontement avait commencé à brûler la tente. Alertés par les flammes, des mercenaires courent vers la tente et surprennent le cadavre de Gambino puis tentent de tuer Guts qui s'enfuira à cheval. Il est finalement rattrapé, blessé par un carreau d'arbalète et tombe du haut d'une falaise. Les mercenaires cessent alors les recherches, convaincus que Guts est mort. Bien que grièvement blessé et combattant pour sa survie armé de son épée contre une meute de loups, il survit et est récupéré par un autre groupe de mercenaires.

### Au sein de la Bande du Faucon
Guts continue sa carrière de mercenaire et finit par être engagé après quelques déconvenues par un groupe nommé la « Bande du Faucon ». En effet, Guts participait depuis quelques mois à un siège dont faisait partie la Bande du Faucon. Il se distinguera d'ailleurs par un véritable haut-fait d'armes en tuant en duel le célèbre « Bazuso » dit « le tueur d'une trentaine d'hommes », remportant ainsi la prime en or. Se déboutant de ses fonctions après la victoire de la Bande du Faucon, Guts fût convoité par de nombreuses personnes intéressées par ses talents de mercenaire mais aussi par la prime qu'il venait juste de récupérer.
Après une rixe provoquée par un des membres de la Bande du Faulcon nommé « Corkus » qui essayait de dérober à Guts sa prime, Griffith affronte Guts dans un duel. Perdant le combat dont l'enjeu était sa propre personne, Guts jurera obéissance et loyauté envers Griffith.
Griffith, dont l'ambition est sans limite, est persuadé que Guts est celui qui lui permettra de se hisser au sommet. Désirant diriger son propre royaume (le rêve de Griffith depuis son enfance est de devenir un roi), il estime avoir besoin d'un homme dont la force est égale à la sienne.
Griffith va assez vite promouvoir Guts au rang de Commandant, faisant entièrement confiance à Guts pour le commandement des troupes de son unité. En effet, Griffith avait remarqué que Guts accumulait les hauts faits d'armes. Il battait des adversaires de plus en plus puissants et nombreux à lui seul. Griffith laissera beaucoup de liberté à Guts et lui accordera une confiance presque aveugle, ce qui attirera les foudres du commandant Casca et la jalousie de Corkus. Guts subira d'ailleurs les railleries de Casca, elle-même très possessive vis-à-vis de Griffith pour qui elle nourrit une certaine admiration mêlée de fascination. Jalouse que Guts lui soit préféré, elle refusera de reconnaître ses exploits et s'opposera à nombre de ses décisions.

### Le Tueur d'Une Centaine d'Hommes
Guts enchaîne les victoires avec la Bande du Faucon et finit par s'accommoder à cette vie en communauté. Devenu de plus en plus puissant et fort, Guts se taille une réputation parmi tous les groupes de mercenaires présentement actifs de par ses exploits légendaires. Il finit également par se réconcilier avec Casca qui considérait qu'il faisait dévier Griffith de son ambition.
Lors d'une éprouvante bataille, Guts se perd dans ses idéaux et sa façon de vivre qui se résument au combat et au meurtre jusqu'à ce qu'un sous-général de Tudor (un puissant empire rivalisant le royaume de Midland) le défie. Casca s'évanouira et fera une chute dans un ravin en affrontant le général en question et Guts, essayant d'empêcher sa chute, tombera avec elle, la sauvant de la noyade et tentant d'échapper aux mercenaires à leurs trousses. Ils seront alors séparés de la Bande du Faucon, réfugiés dans une grotte. Griffith signera une trêve afin de cesser les combats jusqu'à ce que ses deux meilleurs commandants reviennent sains et saufs. Griffith, avec l'accord de ses généraux, lance les recherches.
Casca et Guts, durant ces quelques jours d'absence, mettront les choses au clair pour chacun. Ils dévoileront leurs convictions personnelles et Casca confiera son passé à Guts. L’ennemi les retrouve dans une forêt avant les Faucons et Guts, afin de protéger Casca qui était faible et malade, lui ordonne de s'enfuir pour trouver du secours et survivre. Guts se battra durant la nuit entière, tuant plus d'une centaine de soldats de Tudor à lui seul. La violence du combat sera sans pareil et Guts succombera à sa soif de destruction comme jamais auparavant, sa géante épée déchiquetant la majorité de ses ennemis en un seul coup et provoquant la terreur parmi ses assaillants.
Casca, revenant le lendemain du combat avec la Bande du Faucon, retrouvera un champ de cadavres immense et Guts assis contre un arbre, blessé mais encore vivant. C'est après cet exploit qu'on lui donna le titre de « Tueur d'une centaine d'hommes » et que son nom fut craint sur les champs de bataille.
Griffith va accroître la possibilité de son rêve en se faisant adouber lui et ses hommes. Ainsi Griffith, dorénavant considéré comme noble, tentera de séduire Charlotte, la princesse de Midland, celle-ci représentant la suite logique à son plan de diriger un royaume.

### L'Éclipse
Guts et la Bande du Faucon sont adoubés après la victoire contre l'Empire de Tudor et la prise de Doldrey, ultime place forte auparavant aux mains de Tudor contre qui le Midland était en guerre depuis cent ans. Guts tuera le général Boscogne de l'Ordre du Rhinocéros pourpre, commandant de l'ordre de chevalier le plus puissant de Tudor et Griffith s’acquittera d'une dette personnelle en tuant le gouverneur de Doldrey.
Guts décide toutefois de quitter les Faucons, les conseils de Zodd (un puissant démon qu'il affronta avec Griffith et qui s'enfuit quand il vit le Béhérit de Griffith, une puissante pierre démoniaque) et ses propres sentiments lui disant de s'éloigner de Griffith. Celui-ci refuse de laisser Guts partir, le provoquant en duel avant que celui-ci ne lui coupe en deux son épée d'un coup sec, Guts étant désormais devenu beaucoup plus fort que Griffith.
Guts quitte donc la Bande du Faucon, mais retourne après un an en apprenant que Griffth avait été capturé par le Roi et torturé pour avoir couché avec la princesse Charlotte, décision impulsive qu'il avait prise lorsqu'il fut dévasté par le départ de Guts. Il rejoint de nouveau la Bande du Faucon désormais menée par Casca et ira libérer Griffith avec les membres restés fidèles à la troupe, tuant le geôlier de Griffith, des mercenaires et des soldats de Midland.
Griffith est libéré par la Bande du Faucon et protégé en lieu sûr mais sa torture lui a laissé de graves séquelles. Castré, sans langue, le corps maigre et endommagé, Griffith n'est plus que l'ombre de lui-même. La Bande du Faucon sera anéantie lors d'un évènement se produisant tous les 216 ans. Griffith, acculé et en essayant de prendre la fuite, libérera le pouvoir de son Béhérit et offrit en sacrifice à des apôtres (des démons) la quasi-totalité de la Bande du Faucon en échange de l'accomplissement de son rêve. Il renaîtra sous la forme d'un puissant démon doté de pouvoirs magiques : Femto. Guts et Casca furent les seuls survivants de l'Éclipse (Rickert également du fait qu'il n'était pas avec la bande à ce moment-là), non pas sans conséquences. Guts perdit son bras gauche et son œil droit. Casca, elle, perdit la raison après avoir été violée par Femto.
Guts n'a désormais qu'une mission en tête : trouver Griffith et venger la troupe du Faucon. Il protégera Casca et finira par être rejoint dans sa quête par l'elfe Puck puis plus tard par Isidro, Serpico et Farnese, ainsi que la sorcière Schierke.

## Personnalité
Guts est présenté d'emblée comme un fou de guerre impitoyable. Il s'agit d'un personnage marqué par son enfance impitoyable et la violence ambiante dans laquelle il a vécu et continue de vivre. Pour lui, le mercenariat et le combat font partie intégrante de son être et il estime être incapable de faire autre chose.
Guts possède une colère et une rage inexorables, sentiments qu'il tente d'enfouir au plus profond de son cœur pour ne pas faire du mal à son entourage mais qui se libèrent par moments. Son attachement et son envie de protection envers Casca, ce qu’elle a subi tout au long de sa vie et devant ses yeux vont alimenter la rage de Guts, qui dévouera chaque moment à la protéger bien qu'elle ne le reconnaisse plus (après avoir perdu la mémoire). C'est un personnage très solitaire, dû aux circonstances tragiques de son existence.
Après la victoire de la Bande du Faucon lors de la Guerre de Cent Ans, il s'éloigne délibérément des seuls camarades qu'il a jamais eus, abandonnant Casca, Judeau, Pippin, Corkus, Griffith et la totalité de ses hommes. Malgré son départ, Guts n'arrive pas à trouver sa propre voie. Lorsque Puck se décide à le suivre, bien qu'il menace de le tuer ou affirme qu'il n'a pas vraiment voulu le sauver, il finit par tolérer sa présence. Une fois rejoint par Farnese, Serpico, Isidro, puis Schierke, il trouve un certain réconfort auprès d'eux après les événements de l'Éclipse, retrouvant l'amitié et la camaraderie que Griffith lui avait arrachées.

## LaDragonslayeret l'Armure du Berserker
La Dragonslayer (litt. Pourfendeuse de Dragon) est l'immense épée de Guts. Selon la légende, un roi ordonna qu'on lui fasse une épée si puissante qu'elle serait en mesure de tuer un dragon. Un forgeron du nom de Godo décida donc de forger la Dragonslayer, mais elle était si lourde et si imposante qu'aucun soldat ne parvint à la manier. Le roi prit cette création pour une insulte et bannit le forgeron et son épée. Guts mettra la main dessus lorsqu'il se battra contre un apôtre chez Godo. En effet, son ancienne arme s'étant cassée durant le combat, Guts s'empara de la Dragonslayer pour vaincre l'apôtre. Cette épée immense ressemble davantage à une "plaque d'acier trop grosse, trop lourde et trop grossière pour être une épée", selon les mots de la narration. Schierke remarquera d'ailleurs que l'arme exhale une aura de mort et qu'elle est proche d'une lame démoniaque. Ceci parce-que la Dragonslayer a abattu un grand nombre d'apôtres, et s'est imbibée de leur sang surnaturel. Elle est capable de tuer et de découper d'énormes apôtres en deux.
L’armure du Berserker apparaît assez tard dans le manga (tome 26); c'est un cadeau d'adieu de Flora à Guts. Cette armure était autrefois la propriété du Chevalier Squelette, le même qui a sauvé Guts et Casca de l'éclipse. L'armure est très résistante mais permet aussi à son possesseur des prouesses surhumaines. En effet, si le porteur ne se maîtrise pas mentalement, la puissance maléfique de l'armure prend le dessus et décuple sa puissance, mais au prix d'intenses douleurs et d'une perte de contrôle. Lorsque Guts est pris d'une rage incontrôlable, le casque de l'armure se rabat sur lui (le casque a d'ailleurs l'allure de la tête de la Bête, le démon intérieur de Guts, alors qu'auparavant il était en forme de crâne, à l'image du chevalier squelette). Lors de longs combats, l'armure anesthésie son porteur, ce qui lui permet de se battre plus longtemps mais au péril de sa vie, puisqu'une fois l'effet stoppé, le porteur peut mourir d'épuisement ou d'une perte de sang trop importante, sans compter que l'armure est capable de créer des extensions métalliques à l'intérieur d'elle-même afin de renforcer le squelette de son porteur, infligeant de lourds dommages à ce dernier. De plus, l'armure a tendance à faire remonter les sentiments et émotions les plus noires à tel point qu'elle change radicalement la perception du monde extérieur aux yeux du porteur qui ne voit qu'ombres menaçantes et bêtes difformes, ce qui le pousse à attaquer à vue tout être vivant.
Dans cet état, seule Schierke est capable d'atteindre la conscience de Guts (qui est protégée par une rune de protection apposée par la Sorcière Flora afin de limiter l'emprise maléfique de l'armure). De ce fait, elle peut ramener Guts dans un état conscient où il contrôle les pouvoirs de l'armure.